# Jakub Stárek
Jakub Stárek (* 30. června 1982 Vysoké Mýto) je český politik, od října 2022 starosta městské části Praha 6, v letech 2018 až 2022 zastupitel hlavního města Prahy a v letech 2018 až 2022 místostarosta městské části Praha 6, předseda oblastního sdružení a místopředseda místního sdružení ODS.

## Rodina
Jeho otcem je disident František Stárek, matkou je Iva Vojtková.

## Osobní život
Stárek vystudoval magisterský obor Andragogika na Univerzitě Jana Ámose Komenského v Praze. Již během studií začal pracovat na Ministerstvu školství, kde setrval 11 let. S manželkou Kateřinou vychovává dceru Amálku a syna Jonáše. Mezi jeho záliby patří skauting, běh a cyklistika. V Praze 6 pořádá populární vycházky po Šestce, kde zájemcům ukazuje zajímavá místa městské části.

## Politické působení
V komunálních volbách v roce 2018 byl lídrem kandidátky ODS v Praze 6. Jeho kampaň měla heslo „Šestku musíš milovat“. Jako místostarosta se věnoval územnímu rozvoji, veřejnému prostoru a smart cities. V komunálních volbách v roce 2022 byl lídrem kandidátky koalice ODS a KDU-ČSL, volby se ziskem 21,77 % vyhrál a na ustanovujícím zasedání zastupitelstva byl zvolen starostou. V komunálních volbách v roce 2022 obhajoval z pozice člena ODS na kandidátce koalice SPOLU (tj. ODS, TOP 09 a KDU-ČSL) post zastupitele hlavního města Prahy, ale neuspěl.